# Pristimantis rhigophilus
Pristimantis rhigophilus es una especie de anfibio anuro de la familia Craugastoridae.

## Distribución geográfica
Esta especie es endémica del estado de Trujillo en Venezuela. Se encuentra en el municipio de Boconó entre los 2360 y 3100 m sobre el nivel del mar en el páramo de Guaramacal en la cordillera de Mérida.

## Publicación original
- La Marca, 2007 "2006": Sinopsis taxonómica de dos géneros nuevos de anfibios (Anura: Leptodactylidae) de los Andes de Venezuela. Herpetotropicos, vol. 3, n.º 2, p. 67-87[6]